# (32079) Hughsavoldelli
2000 JT75 (asteroide 32079) é um asteroide da cintura principal. Possui uma excentricidade de 0.15533910 e uma inclinação de 7.54261º.
Este asteroide foi descoberto no dia 5 de maio de 2000 por LINEAR em Socorro.